# Барилівська сільська рада
| Барилівська сільська рада — колишній орган місцевого самоврядування у Радехівському районі Львівської області з адміністративним центром у с. Барилів. Історична дата утворення: 2 квітня 1991 року. Водоймища на території, підпорядкованій даній раді: річка Судилівка. Сільській раді були підпорядковані населені пункти: - с. Барилів |

## Склад ради
Рада складалася з 16 депутатів та голови.

### Керівний склад ради
| ПІБ                         | Основні відомості                                                               | Дата обрання | Дата звільнення |
| --------------------------- | ------------------------------------------------------------------------------- | ------------ | --------------- |
| Квасович Володимир Карпович | Сільський голова, 1975 року народження, освіта, безпартійний                    | 26.03.2006   | 31.10.2010      |
| Харчук Іван Григорович      | Сільський голова, 1962 року народження, освіта середня спеціальна, безпартійний | 31.10.2010   |                 |

Примітка: таблиця складена за даними джерела